# Huang Sheng-shyan
Huang Sheng-shyan oder Huang Xingxian (chinesisch 黃性賢, Pinyin Huáng Xìngxián, W.-G. Huang Hsing-hsien; * 15. Februar 1910 im Kreis Minhou der Provinz Fujian, Kaiserreich China; † 21. Dezember 1992) war ein malaysischer Taijiquan-Meister chinesischer Herkunft.
Huang Sheng-shyan begann im Alter von 14 Jahren das Training des Schreienden Kranichs (chinesisch 鸣鹤, Pinyin Míng hè), einem Unterstil des Weißer-Kranich-Boxens bei Xie Zongxiang. Von 1928 bis 1931 studierte Huang bei Meister Pan Zhuangnian (潘桩年) das Weißer-Kranich-Boxen. Als Huang 1949 nach Taiwan zog, um Schüler von Zheng Manqing zu werden, war er bereits ein Meister der Kampfkunst. Zheng Manqing hatte Taijiquan bei Yang Chengfu, einem Enkel des Yang-Stil-Begründers Yang Luchan, studiert. Nachdem Huang Sheng-shyan drei Jahre lang von Zheng Manqing geprüft worden war, nahm dieser ihn als seinen Schüler an, wodurch sich der Traum Meister Huangs erfüllte, Taijiquan von dem gebildeten und großherzigen Lehrer Zheng Manqing zu lernen.
In den folgenden 45 Jahren widmete sich Huang Sheng-shyan der Verfeinerung und Weiterentwicklung des Taijiquan in der Tradition Zheng Manqings. In das umfangreiche Unterrichtssystem von Meister Huang gehörten u. a. die Zheng-Manqing-Kurzform, die lange Form, die von ihm entwickelte Huang-Form, die von ihm entwickelten fünf Lockerungsübungen, achtzehn festgelegte Partnerübungen (Tuishou), der Weiße-Kranich-Stil und Waffenformen.
Huang emigrierte 1956 nach Singapur und übersiedelte in den 60er Jahren nach Malaysia. Immer ging es ihm um die weitere Verbreitung des Taijiquan. Noch im Alter von 60 Jahren demonstrierte Huang öffentlich seine Fähigkeiten im Taijiquan und besiegte Liao Kuang-chen, den damaligen asiatischen Meister im Ringen, mit 26 zu 0 Würfen auf einer Wohltätigkeitsveranstaltung in Kuching, Malaysia.
Bis zum Zeitpunkt seines Todes hatte Huang Sheng-shyan 40 Schulen gegründet und über 10.000 Menschen in Südostasien unterrichtet. Für Experten gilt Huang als bester Schüler von Zheng Manqing.